# داي سيجي
داي سيجي (بالصينية: 戴思杰) كاتب سيناريو وروائي صيني ولد في 2 مارس 1954 ببوتيان في مقاطعة فوجيان. داي سيجي يعيش في فرنسا منذ عام 1984.

## روابط خارجية
- داي سيجي على موقع IMDb (الإنجليزية)
- داي سيجي على موقع ألو سيني (الفرنسية)
- داي سيجي على موقع أول موفي (الإنجليزية)
- داي سيجي على موقع قاعدة بيانات الأفلام السويدية (السويدية)
- داي سيجي على موقع قاعدة بيانات الفيلم (الإنجليزية)
- داي سيجي على موقع كينوبويسك (الروسية)